# 索普湖
索普湖（英語：Soap Lake）意为“肥皂湖”，位于美国华盛顿州格兰特县境内，是大古力谷（Grand Coulee valley）湖群最南端的一座湖泊。湖水富含矿物质和盐类，因湖岸常有白色泡沫出现，故名。这些泡沫实际上是湖水中高浓度的碳酸盐在风的作用下形成。湖泊南岸城镇索普莱克是著名的疗养胜地。